# Código da Estrada (Portugal)
Código da Estrada é a denominação dada em Portugal ao documento legal que estabelece as regras de circulação de todo os tipos de veículos nas estradas e outras vias, bem como sua relação com a população num determinado país ou região.

## Versões
- Código da Estrada de 1994 aprovado pelo Decreto-Lei n.º 114/94, de 3 de maio
- Código da Estrada revisto e republicado pelo Decreto-Lei n.º 2/98, de 3 de janeiro
- Código da Estrada de 2005 alterado e republicado pelo Decreto-Lei n.º 44/2005, de 23 de Fevereiro – versão consolidada
- 7ª alteração ao Código da Estrada pelo Decreto-Lei n.º 113/2008, de 1 de julho
- Alteração ao Código da Estrada pela Decreto-Lei n.º 113/2009 de 18 de maio
- 8ª alteração ao Código da Estrada pela Lei n.º 78/2009 de 13 de agosto
- 10ª alteração ao Código da Estrada pela Lei n.º 46/2010 de 7 de setembro
- 13ª alteração ao Código da Estrada pela Lei n.º 72/2013 de 3 de setembro (Versão em PDF)
- 14ª alteração ao Código da Estrada pela Lei nº116/2015 de 28 de Agosto (Versão em PDF)
- Quinta alteração ao Decreto-Lei n.º 317/94 pelo Decreto-Lei n.º 80/2016 de 28 de Agosto (Versão em PDF)